# مجاهد سادیک
مجاهد سادیک (انگلیسی: Mujaid Sadick؛ زادهٔ ۱۴ مارس ۲۰۰۰) بازیکن فوتبال اهل اسپانیا است.
از باشگاه‌هایی که در آن بازی کرده‌است می‌توان به باشگاه فوتبال دپورتیوو لاکرونیا اشاره کرد.
وی همچنین در تیم‌های ملی فوتبال زیر ۱۷ سال اسپانیا و زیر ۱۸ سال اسپانیا بازی کرده‌است.